# Somogyi Alajos
Somogyi Alajos (Komárom, 1816. június 2. - Buda, 1856. június 5. vagy 8.) misszionárius, festő, író.

## Élete
Apja komáromi szűrszabó volt. Komáromban végezte a gimnáziumot. A pozsonyi Emericanumban, majd a bölcseletet 1832-től Nagyszombatban tanulta. Teológiai tanulmányait 1834-től Bécsben végezte. 1840-ben Svaiczer Gábor selmecbányai kamaragróf családjánál lett nevelő. Októberben pappá szentelték és Esztergomban lett káplán. 1841–1843 között a Religió- és nevelés című lapot szerkesztette, majd az esztergomi káptalan könyvtárőre lett. Az 1840-es években oltár- és zászlóképeket is festett Esztergom vármegyében. 1850-ben mint missziónárius Észak-Amerikába ment.
1855-ben a Szent István Társulat aligazgatójává választották.

## Művei
Számos cikket és költeményt írt angol, francia, olasz és spanyol nyelven.
- 1846 A keresztény vándor naplója. Pest
- 1847 Theses ex universo jure naturali et ecclesiastico quas in regia scient. universitate Pestiensi pro consequendo dris juris ecclesiast. gradu academico publice defendendas suscepit. Pestini
- 1854 Négy év az amerikai missiókban. Pest